# Third Lanark Athletic Club
Il Third Lanark Athletic Club, noto anche come Third Lanark, era una società calcistica scozzese con sede nella città di Glasgow, partecipante dal 1872 al 1967 al campionato di calcio scozzese e oggi attiva solo a livello amatoriale.
Nel suo palmarès ci sono un titolo di campione di Scozia vinto nella stagione 1903-04 e due Scottish Cup.
I giocatori erano soprannominati Thirds, Warriors, Redcoats oppure the Hi-Hi; quest'ultimo pare derivi da una partita giocata verso la fine del XIX secolo, quando un difensore del Lanark calciò così in alto il pallone che il pubblicò cominciò a urlare in coro "High! High! High!" ("In alto!", in italiano). Il pubblico utilizzava il coro "Hi Hi Hi!" per incoraggiare i propri giocatori durante gli incontri.

## Storia
Fondato nel 1872, il Third Lanark, originariamente chiamato Third Lanarkshire Rifle Volunteers o 3rd LRV, fu uno dei più antichi e prestigiosi club scozzesi, nonché uno degli otto fondatori della Scottish Football Association nel 1873.
Nei primi anni della sua storia raggiunse due volte la finale di Scottish Cup, perdendo nel 1876 contro il Queen's Park e nel 1878 contro il Vale of Leven; il primo successo lo ottenne nel 1889 vincendo contro il Celtic (2-1).
Prese parte alla prima edizione della Scottish Football League, il campionato nazionale, nella stagione 1890-91 e arrivò quinto. Insieme al Vale of Leven rientrò così nella ristretta cerchia dei club fondatori sia della SFA sia del campionato scozzese. 
Successivamente prese il nome di Third Lanark Athletic Club e riuscì a conquistare il suo unico campionato nella Division One 1903-04, battendo per 4 punti gli Hearts. Nella stagione successiva si classificò terzo dietro a Celtic e Rangers, mentre in Coppa di Scozia vinse il suo secondo trofeo battendo proprio i Rangers in finale (1-1 e poi 3-1 al replay). Nello stesso periodo vinse per due volte (1903 e 1904) la Glasgow Cup, competizione tra le squadre della città, e una terza nel 1909.
Nel decennio successivo i risultati declinarono e il Third Lanark fece piazzamenti da media-bassa classifica, eccetto un quinto posto nel 1916-17; nella Division One 1923-24 evitò la retrocessione per un punto, ma nella successiva, giunto a pari punti col Motherwell e l'Ayr United, andò giù per la peggiore differenza reti. Risalì dalla Division Two tre anni più tardi, quando arrivò secondo dietro all'Ayr United, ma in una sola stagione retrocesse di nuovo.
Nel 1931 vinse la Division Two e ritornò in massima serie. Fece un exploit nella stagione 1931-32 classificandosi quarto, ma due anni dopo venne ancora retrocesso. Dopo un'altra promozione nel 1935, l'anno seguente perse la Scottish Cup contro i Rangers. In campionato riuscì a mantenere la serie, ma sempre con piazzamenti in seconda metà di classifica, fino al 1953.
Il Third Lanark riconquistò la Division One nel 1957; in quel periodo segnò come miglior risultato il terzo posto nel campionato 1960-61 e, a livello locale, la vittoria della quarta Glasgow Cup nel 1963. Successivamente arrivò arrivò 14° nelle stagioni 1964-65 e 1965-66 e 11° nella stagione 1966-67, al termine della quale fallì dopo 95 anni di storia e 70 di partecipazione ai campionati nazionali.
Dopo il fallimento, alcuni tifosi del Third Lanark cominciarono a sostenere le altre squadre locali: il Queen's Park, il Clyde e, in prevalenza, il Pollok, che militava nella Scottish Junior League. Storicamente, il Third Lanark era scelto da tutti quegli appassionati di calcio che non condividevano la connotazione settaria dei principali club di Glasgow, i Rangers e il Celtic.
A livello amatoriale, nel 1973 venne fondato il Third Lanark Amateurs, che durò fino al 1982. Un altro Third Lanark fu attivo a livello giovanile nel periodo 1996-98 e ancora tra il 2004 e il 2007, dopodiché nacque il Third Lanark Athletic Football Club.
Il 9 giugno 2008, una delegazione del club annunciò alla stampa che il Third Lanark era interessato a tornare nella Scottish Football League al posto del Gretna, che aveva rinunciato alla sua licenza. Di fatto però il Third Lanark non presentò mai una richiesta ufficiale per entrare nella SFL, il cui posto vacante fu poi preso dall'Annan Athletic, così è rimasto tuttora nel campionato di Central Scottish Amateur Football League, torneo non incluso nella piramide calcistica scozzese.

## Stadio
Il primo stadio in cui giocò il Third Lanark era il Cathkin Park, inaugurato nel 1875 e utilizzato fino al 1903. Durante questo periodo, per la precisione nel 1884, l'impianto ospitò anche un incontro tra Scozia e Inghilterra.
Nel 1903 il Third Lanark si trasferì al vecchio Hampden Park, ex campo di gioco del Queen's Park (nel frattempo insediatosi nell'omonimo stadio) e lo ribattezzò New Cathkin Park. Qui giocò fino al 1967 e si potevano ospitare fino a 50.000 spettatori.
Col fallimento del Third Lanark, lo stadio divenne una proprietà pubblica e fu convertito in un parco; tuttavia il terreno di gioco e parte delle tribune sono state conservate e possono essere visitate ancora oggi.

## Calciatori
Di seguito una lista di calciatori celebri che hanno militato nel Third Lanark:
| Nome                 | Stagioni                         |
| -------------------- | -------------------------------- |
| Jimmy Brownlie       | 1906–1923                        |
| John Ferguson        | 1912–1916                        |
| Neil Dewar           | 1927–1934 e 1937–1940            |
| Jimmy Blair          | 1931–1944 e allenatore 1954–1955 |
| Jimmy Denmark        | 1931–1936                        |
| Jimmy Carabine       | 1934–1945 e allenatore 1946–1949 |
| Jimmy Mason          | 1936–1952                        |
| Jack "Soldier" Jones | 1937–1946                        |
| Harry Mooney         | 1942–1955                        |
| Bobby Mitchell       | 1943–1949                        |
| Ally MacLeod         | 1949–1955 e 1963–1964            |
| Wattie Dick          | 1949–1955                        |
| Jocky Robertson      | 1951–1963                        |
| Billy Houliston      | 1953                             |
| Dave Hilley          | 1958–1962                        |
| Joe McInnes          | 1956–1963                        |
| John McCormick       | 1959–1964                        |
| Hugh Curran          | 1962–1963                        |
| Drew Busby           | 1966–1967                        |

## Palmarès

### Competizioni nazionali
- Campionato scozzese: 1

1903-1904
- Coppa di Scozia: 2

1888-1889, 1904-1905
- Scottish Championship: 2

1930-1931, 1934-1935

### Competizioni regionali
- Glasgow Cup: 4

1903, 1904, 1909, 1963
- Glasgow Merchants Charity Cup: 4

1890, 1898, 1901, 1952*
(*L'edizione del 1952 è in condivisione con il Clyde)

### Altri piazzamenti
- Campionato scozzese:

Terzo posto: 1904-1905, 1960-1961
- Scottish Championship:

Secondo posto: 1927-1928, 1956-1957
Terzo posto: 1953-1954
- Coppa di Scozia:

Finalista: 1875-1876, 1877-1878, 1905-1906, 1935-1936
Semifinalista: 1885-1886, 1889-1890, 1890-1891, 1893-1894, 1897-1898, 1903-1904, 1911-1912, 1913-1914, 1922-1923, 1951-1952, 1952-1953, 1958-1959
- Scottish League Cup:

Finalista: 1959-1960

## Statistiche e record

### Partecipazione ai campionati
| Livello | Categoria                | Partecipazioni | Debutto   | Ultima stagione | Totale |
| ------- | ------------------------ | -------------- | --------- | --------------- | ------ |
| 1°      | Scottish Football League | 9              | 1890-1891 | 1920-1921       | 58     |
| 1°      | Scottish Division One    | 47             | 1893-1894 | 1966-1967       | 58     |
| 1°      | Scottish Division A      | 5              | 1946-1947 | 1950-1951       | 58     |
| 2°      | Scottish Division Two    | 9              | 1925-1926 | 1956-1957       | 12     |